# Dasybasis sarpa
Dasybasis sarpa är en tvåvingeart som först beskrevs av Walker 1850.  Dasybasis sarpa ingår i släktet Dasybasis och familjen bromsar. Inga underarter finns listade i Catalogue of Life.